# الجزر الفريزية الشمالية

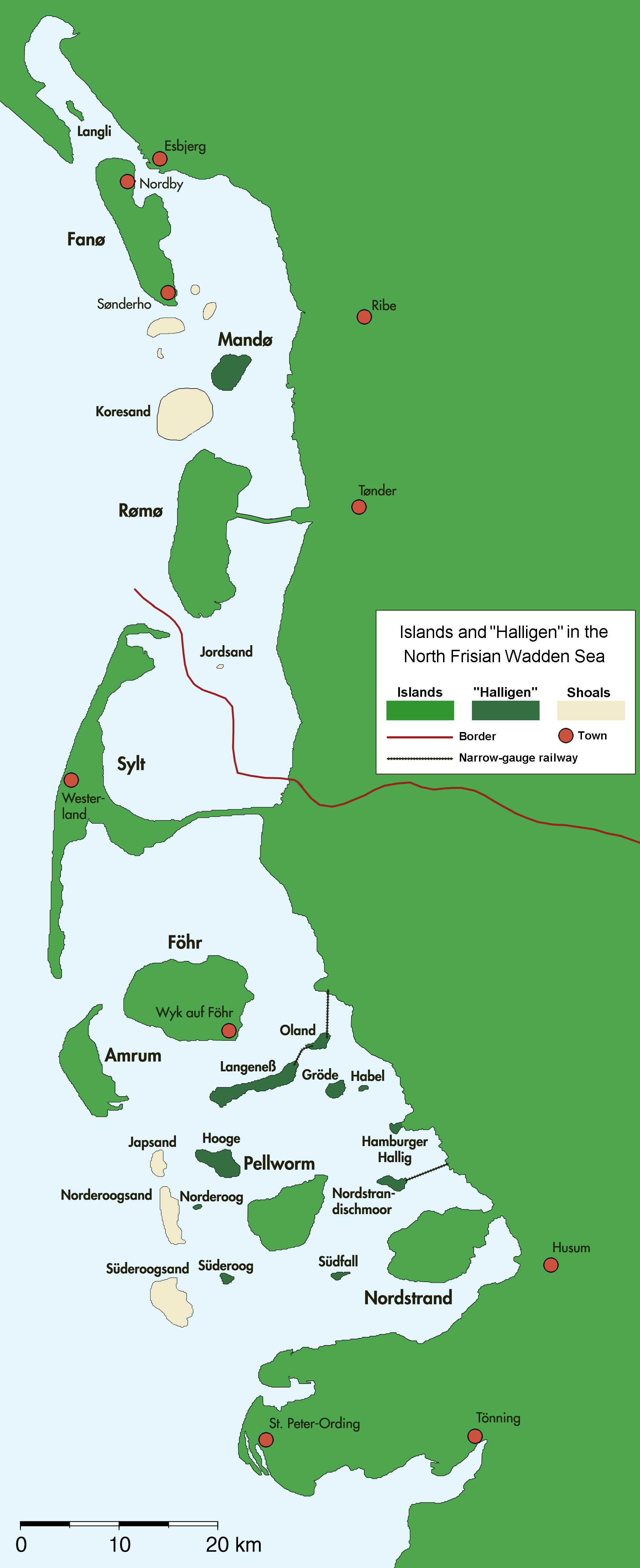
الجزر الفريزية الشمالية

الجزر الفريزية الشمالية، (بالإنجليزية: North Frisian Islands)‏. هي جزر الفريزية قبالة سواحل شمال فريزيا، ألمانيا.

## المصطلح
يشمل هذا المصطلح كل من جزر الفريزية الشمالية بالمعنى الضيق (في شليسفيغ هولشتاين، ألمانيا) وجزر بحر وادن الدنماركية (في الدنمارك). ومع ذلك، فمن الناحية الثقافية واللغوية، لا تحسب الجزر الدانماركية عادة باعتبارها جزءًا من شمال فريزيا، لأنها لا يسكنها الناطقون بلغة الفريزية الشمالية. في بعض الأحيان، كما أدرج في جزيرة نائية هليغولاند في هذه المجموعة لأسباب الراحة الإدارية، على الرغم من عدم كونها تقع في بحر وادن، لأن الجزيرة هي موطن لهجة فريدة من نوعها الخاصة الفريزية.

## الخلفية التاريخية
بعد الاستعمار الفريزي والدنمركي للجزر في القرن الثامن الميلادي، أصبحت المئات من الفريزيين (بين Eiderstedt و جزيرة سيلت) هي Uthlande. حكم الفريش الشماليون في أوتلاند مباشرة من قبل الملك الدنماركي وكانوا يعرفون بـ Königsfriesen أو «الفريزيين الملك». وفقط في وقت لاحق نقل أوتلاند إلى دوقية شليسفيغ، باستثناء الجيوب الملكية الدانمركية الصغيرة. جزء من رومو كان يحكمه دوق Schleswig. بعد الحروب الألمانية الدنماركية، أصبحت الجزر من نوردستراند إلى رومو البروسي في عام 1866. بعد الاستفتاء في عام 1920، تم إصلاح الحدود الحالية بين جزر سيلت ورومو.
يقدم متحف كارل هيبيرلين فريزيان في ويك أوف فوهر نظرة عامة جيدة وشاملة عن حياة وعمل ولغات وأزياء وعادات الجزيرة الفريزية.